# نيكولاس سيجا
نيكولاس سيجا (بالإيطالية: Nicholas Siega)‏ هو لاعب كرة قدم إيطالي في مركز الهجوم، ولد في 25 فبراير 1991 في نوفارا في إيطاليا. لعب مع نادي سيتاديلا.

## وصلات خارجية
- نيكولاس سيجا على موقع إي إس بي إن إف سي (الإنجليزية)
- نيكولاس سيجا على موقع قاعدة بيانات كرة القدم.إي يو (الإنجليزية)
- نيكولاس سيجا على موقع Soccerbase.com (لاعب) (الإنجليزية)
- نيكولاس سيجا على موقع Soccerway.com (الإنجليزية)
- نيكولاس سيجا على موقع عالم كرة القدم.نت (الإنجليزية)